# Мексиканский ромбовый скат
Мексиканский ромбовый скат, или техасский ромбовый скат (лат. Raja texana) — вид хрящевых рыб семейства ромбовых скатов отряда скатообразных. Обитают в субтропических водах центрально-западной части Атлантического океана между 30° с. ш. и 18° с. ш. и между 98° з. д. и 80° з. д. Встречаются на глубине до 183 м. Их крупные, уплощённые грудные плавники образуют диск в виде ромба со слегка выступающим рылом. Максимальная зарегистрированная длина 53 см. Откладывают яйца. Не являются объектом целевого промысла.

## Таксономия
Впервые вид был научно описан в 1921 году.

## Ареал
Эти демерсальные скаты обитают в центрально-западной Атлантике, в Мексиканском заливе у берегов США и Мексики. Встречаются на глубине до 183 м. Молодые скаты чаще попадаются в мелких бухтах, взрослые особи держатся дальше от берега. Температура в среде обитания колеблется в пределах 14—28° C, но чаще всего эти скаты встречаются при температуре 6— 25 °C на глубине до 91 м .

## Описание
Широкие и плоские грудные плавники этих скатов образуют диск в виде ромба со слегка выступающим кончиком рыла и закруглёнными краями. На вентральной стороне диска расположены 5 жаберных щелей, ноздри и рот. На длинном хвосте имеются латеральные складки. У основания грудных плавников имеются отметины в виде глазков. Лопаточные шипы отсутствуют. Вдоль позвоночника пролегает срединный ряд колючек. Расстояние от «глазков» до глаз обычно меньше дистанции между ними.  Дорсальная поверхность диска шоколадного или кофейного цвета, рыло по обе стороны от рострального хряща полупрозрачное. Максимальная зарегистрированная длина 53 см.

## Биология
Подобно прочим ромбовым эти скаты откладывают яйца, заключённые в жёсткую роговую капсулу с выступами на концах. Эмбрионы питаются исключительно желтком. Наблюдается половой диморфизм, самцы мельче самок. У самок функционируют оба яичника. Оплодотворение внутреннее . Размер яйцевой капсулы сильно варьируется и по-видимому зависит от размера родителей. Капсулы окрашены в светло-коричневый цвет. Обычно в капсуле заключено одно оплодотворённое яйцо. Только что вылупившиеся скаты внешне представляют собой миниатюрную копию взрослой особи. В северной части Мексиканского залива эти скаты питаются в основном креветками. В рационе взрослых особей до 25 % составляют рыбы.

## Взаимодействие с человеком
Эти скаты не являются объектом целевого промысла. Попадаются в качестве прилова. Пойманных скатов обычно выбрасывают за борт. Данных для оценки Международным союзом охраны природы охранного статуса вида недостаточно.